# Simrishamn
Simrishamn este un oraș în Suedia.

## Demografie
| \| Evoluția demografică a zonei urbane Simrishamn, 1970–2015 \| Evoluția demografică a zonei urbane Simrishamn, 1970–2015 \| Evoluția demografică a zonei urbane Simrishamn, 1970–2015 \| Evoluția demografică a zonei urbane Simrishamn, 1970–2015 \| Evoluția demografică a zonei urbane Simrishamn, 1970–2015 \| \| --------------------------------------------------------------------------------------- \| --------------------------------------------------------- \| --------------------------------------------------------- \| --------------------------------------------------------- \| --------------------------------------------------------- \| \| An \| \| \| Locuitori \| \| \| 1970 \| 1970 \| \| 5.502 \| 5.502 \| \| 1975 \| 1975 \| \| 5.834 \| 5.834 \| \| 1980 \| 1980 \| \| 6.081 \| 6.081 \| \| 1990 \| 1990 \| \| 6.258 \| 6.258 \| \| 1995 \| 1995 \| \| 6.531 \| 6.531 \| \| 2000 \| 2000 \| \| 6.319 \| 6.319 \| \| 2005 \| 2005 \| \| 6.546 \| 6.546 \| \| 2010 \| 2010 \| \| 6.527 \| 6.527 \| \| 2015 \| 2015 \| \| 6.779 \| 6.779 \| \| Sursa: SCB - Statistika Centralbyrån, Folkmängden per tätort. Vart femte år 1960 - 2016 \| \| \| \| \| |      |  |           |       |
| Evoluția demografică a zonei urbane Simrishamn, 1970–2015 |      |  |           |       |
| An |      |  | Locuitori |       |
| 1970 | 1970 |  | 5.502     | 5.502 |
| 1975 | 1975 |  | 5.834     | 5.834 |
| 1980 | 1980 |  | 6.081     | 6.081 |
| 1990 | 1990 |  | 6.258     | 6.258 |
| 1995 | 1995 |  | 6.531     | 6.531 |
| 2000 | 2000 |  | 6.319     | 6.319 |
| 2005 | 2005 |  | 6.546     | 6.546 |
| 2010 | 2010 |  | 6.527     | 6.527 |
| 2015 | 2015 |  | 6.779     | 6.779 |
| Sursa: SCB - Statistika Centralbyrån, Folkmängden per tätort. Vart femte år 1960 - 2016 |      |  |           |       |